# 3821 Сонет
3821 Сонет (3821 Sonet) — астероїд головного поясу, відкритий 6 вересня 1985 року.
Тіссеранів параметр щодо Юпітера — 3,157.